# 元昊 (朝鮮)
元昊（韓語：원호，1397年—1463年），字子虛，號觀瀾、又号霧巷，朝鮮王朝時期文人、政治家，為生六臣之一。
本貫原州元氏。其父元憲，為國子監進士，亦為原州元氏之祖。世宗在位期間文科及第，文宗在位期間，任集賢殿直提學。1455年，端宗被世祖篡位，並被流放到寧越。他不顧危險，前去流放地問候端宗。1457年，端宗被世祖逼迫自殺後，他辭官退隱，回到原州。世祖以戶曹參的官職希望他重新出山，被他拒絕，隱居直至逝世。
其孫元叔康在睿宗在位期間出仕，參與《世祖實錄》的編纂，對世祖大肆屠殺大臣秉筆直書。